# Nogometno središte Valpovo
Nogometno središte Valpovo osnovano je odlukom Županijskog nogometnog saveza Osječko-baranjska županije, te je registrirano kao udruga i ima status pravne osobe.
Nogometno središte Valpovo je sastavni dio Županijskog nogometnog saveza osječko-baranjska županije i Hrvatskog nogometnog saveza. Uz navedeno, Nogometno središte Valpovo je i član Športske zajednice Grada Valpova.
U sklopu Nogometnog središta Valpova djeluju još Komisija nogometnih sudaca i Komisija nogometnih trenera. Nogometno središte Valpovo organizira i Kup natjecanje uz sudjelovanje svih klubova a pobjednik kupa sudjeluje u kup natjecanju Županijskog nogometnog središta Osječko-baranjske županije.
Pod ingerencijom NS Valpovo nalazi se 3. ŽNL Osječko-baranjska Liga NS Valpova, Liga mladeži- juniori, Liga mladeži- pioniri.
Nogometno središte Valpovo okuplja ukupno 23 nogometna kluba s područja gradova Valpova (7 klubova) i Belišća (8 klubova] i dvije općine: Bizovac (6 klubova) i Petrijevci (2 kluba), te po jedan ženski nogometni klub i malonogometni (futsal) klub.

## Popis klubova, liga i godina osnivanja
- Sezona 2023/24.

2. NL
NK Belišće Belišće -1919.
3. HNL - istok
- NK Valpovka Valpovo - 1926.

1. ŽNL Osječko-baranjska
2. ŽNL NS Valpovo
- NK BSK Termia Bizovac Bizovac - 1926.
- NK Satnica Satnica - 1958.
- NK Zelčin Zelčin - 1968.
- NK Drava Nard - 1952.
- NK Gat Gat -1978.
- NK Dubrava Ivanovci - 1929.
- NK Hajdin Cret Bizovački - 1968.
- NK Mladost Tiborjanci - 1951.
- NK Slavonac Ladimirevci - 1947.
- NK Omladinac Petrijevci - 1938.

Liga NS Valpovo
- NK Gaj Brođanci - 1932.
- NK Sloga 1958 Samatovci - 1958.
- NK Zrinski Vinogradci - 1947.
- NK Kitišanci Kitišanci - 2006.
- NK Jadran Habjanovci - 1932.
- NK Mladost Harkanovci - 1956.
- NK Croatia Veliškovci - 1947.
- NK Tomislav Šag - 1932.
- NK Croatia Marjančaci - 1973.
- NK Hrvatski Sokol Bocanjevci - 1958.

Klub u stanju mirovanja
- NK Hajduk Novaki Bizovački - 1978.

2.Hrvatska malonogometna liga - istok
- MNK Mala mljekara Valpovo -

Ženski nogometni klub
- ŽNK Slavonka Ladimirevci -

## Vanjske poveznice
- http://www.hns-cff.hr/
- http://www.valpovo.hr/
- http://www.belisce.net/

| Nogometna središta Županijskog nogometnog saveza Osječko-baranjske županije           | Nogometna središta Županijskog nogometnog saveza Osječko-baranjske županije |
| ------------------------------------------------------------------------------------- | --------------------------------------------------------------------------- |
|                                                                                       |                                                                             |
| NS Beli Manastir • NS Donji Miholjac • NS Đakovo • NS Našice • NS Osijek • NS Valpovo |                                                                             |

| Nogometna središta Županijskog nogometnog saveza Osječko-baranjske županije           | Nogometna središta Županijskog nogometnog saveza Osječko-baranjske županije |
| ------------------------------------------------------------------------------------- | --------------------------------------------------------------------------- |
|                                                                                       |                                                                             |
| NS Beli Manastir • NS Donji Miholjac • NS Đakovo • NS Našice • NS Osijek • NS Valpovo |                                                                             |

| Nogometni klubovi u sastavu Nogometnog središta Valpovo | Nogometni klubovi u sastavu Nogometnog središta Valpovo |
| --- | ------------------------------------------------------- |
| |                                                         |
| NK Belišće • NK BSK Termia Bizovac • NK Croatia Marjančaci • NK Croatia Veliškovci • NK Drava Nard • NK Dubrava Ivanovci • NK Gaj Brođanci • NK Gat • NK Hajdin Cret • NK Hajduk Novaki Bizovački • NK Hrvatski Sokol Bocanjevci • NK Jadran Habjanovci • NK Kitišanci • NK Mladost Harkanovci • NK Mladost Tiborjanci • NK Omladinac Petrijevci • NK Podravac Bistrinci • NK Satnica • NK Slavonac Ladimirevci • NK Sloga 1958 Samatovci • NK Tomislav Šag • NK Valpovka Valpovo • NK Zelčin • NK Zrinski Vinogradci • Nogometno središte Valpovo • MNK Mala mljekara Valpovo • ŽNK Slavonka Ladimirevci |                                                         |

| Nogometni klubovi u sastavu Nogometnog središta Valpovo | Nogometni klubovi u sastavu Nogometnog središta Valpovo |
| --- | ------------------------------------------------------- |
| |                                                         |
| NK Belišće • NK BSK Termia Bizovac • NK Croatia Marjančaci • NK Croatia Veliškovci • NK Drava Nard • NK Dubrava Ivanovci • NK Gaj Brođanci • NK Gat • NK Hajdin Cret • NK Hajduk Novaki Bizovački • NK Hrvatski Sokol Bocanjevci • NK Jadran Habjanovci • NK Kitišanci • NK Mladost Harkanovci • NK Mladost Tiborjanci • NK Omladinac Petrijevci • NK Podravac Bistrinci • NK Satnica • NK Slavonac Ladimirevci • NK Sloga 1958 Samatovci • NK Tomislav Šag • NK Valpovka Valpovo • NK Zelčin • NK Zrinski Vinogradci • Nogometno središte Valpovo • MNK Mala mljekara Valpovo • ŽNK Slavonka Ladimirevci |                                                         |